# Marie Götze
Marie Götze, född den 2 november 1865 i Berlin, död den 18 februari 1922, var en tysk sångerska.
Marie Götze var elev vid Sternska konservatoriet och till Désirée Artôt med flera. Hon var anställd vid Berlins hovopera 1884–1887, i Hamburg 1887–1890, företog en längre konsertresa till Amerika och blev 1892 första altsångerska vid hovoperan i Berlin. I Stockholm uppträdde Marie Götze 1907 vid en konsert. Eugène Fahlstedt skriver om henne i Nordisk familjebok: "Hon är en i afseende på röst och utförande visserligen icke bländande, men särdeles jämn och gedigen artist. Till hennes bästa roller hör Ortrud, Brangäne, Adriano, Orfeus, Carmen och Delila. Som oratorie- och romanssångerska åtnjuter hon äfven anseende."